# Goce Dełczew (schronisko)
Goce Dełczew (bułg. Гоце Делчев) – schronisko turystyczne w Bułgarii, położone w paśmie górskim Piryn na wysokości 1412 m n.p.m.
Masywny, dwukondygnacyjny budynek wzniesiony w 1950 roku przez spółkę turystyczną Mangyrtepe. Posiada salon, bufet i kuchnię. Mająca około 150 miejsc. Przy schronisku znajduje się stok narciarski obsługiwany przez wyciąg.